# Madjid Bougherra
Madjid Bougherra (Arabiska: مجيد بوغرة), född 7 oktober 1982, är en franskfödd algerisk före detta fotbollsspelare. Han spelade senast som mittback i Aris FC. Han har tidigare även representerat Algeriets landslag.

## Karriär
Madjid Bougherra föddes i Longvic i Frankrike. Hans första professionella fotbollsklubb var FC Gueugnon, där han spelade från 2002 till 2006. Under våren 2006 lånades han ut till Crewe i den engelska andradivisionen Championship. Crewe åkte ur divisionen 2006 och Bougherra valde att inte skriva på ett permanent kontrakt. Han gick i stället till Sheffield W i Championship inför säsongen 2006/2007. Redan efter ett halvår köptes Bougherra loss från sitt kontrakt med Sheffield W. Hans nya klubb blev Premier League-laget Charlton, som värvade honom för 2,5 miljoner pund.
Inför säsongen 2008/2009 värvades han till Rangers som ersättare för Carlos Cuéllar.

## Internationell karriär
Trots att Bougherra föddes i Frankrike valde han att representera Algeriet varifrån hans familj en gång emigrerat.[källa behövs] Han debuterade i landslaget 2004 och har sedan dess spelat mer än 30 landskamper.

## Meriter
Rangers
- Skotska ligan: 2009, 2010, 2011
- Skotska cupen: 2009
- Skotska ligacupen: 2010, 2011

 Lekhwiya SC
- Qatar Stars League: 2012, 2014
- Qatar Crown Prince Cup: 2013

### Utmärkelser
- Årets algeriske fotbollsspelare: 2009, 2010[3]